# Velika nagrada Belgije
Velika nagrada Belgije je automobilistička utrka Formule 1, koju je odobrila Međunarodna automobilistička federacija.

## Povijest utrkivanja

### Svjetsko automobilističko prvenstvo za konstruktore
Prva Velika Nagrada Belgije održana je 1925. na Spa-Francorchampsu, a utrku je osvojio tvornički vozač Alfa Romea, Antonio Ascari. Nažalost, nakon osvajanja utrke 1925., Ascari je poginuo na idućoj Velikoj Nagradi Francuske. Nakon 1925., utrka u Belgiji nije se vozila sve do 1930. kada je izbačena Malmedy šikana, a te godine pobjedu je odnio Louis Chiron u Bugattiju.

### Europsko automobilističko prvenstvo
Godine 1931. Velika nagrada Belgije bila je treća i posljednja utrka Europskog automobilističkog prvenstva, a pobjedu su odnijeli William Grover-Williams i Caberto Conelli u Bugattiju. Godine 1933. i 1934. pobjedu su odnijeli Tazio Nuvolari i René Dreyfus, ali tih godina Velika nagrada Belije nije bila dio Europskog automobilističkog prvenstva, koje se ustvari 1933. i 1934. nije ni održavalo. Nakon što je prvenstvo ponovno uspostavljeno 1935., Velika nagrada Belije se vozila još tri puta, a pobjedu su odnosili Rudolf Caracciola 1935., Rudolf Hasse 1937. i Hermann Lang 1939. U posljednjoj godini nastao je brzi i dugi desni zavoj uzbrdo – Raidillon, a Eau Rouge je postao lijevi zavoj u podnožju brda koji mu prethodi. Uvjeti na kišnoj utrci 1939. bili su teški, a utrku je obilježila smrt Richarda Seamana koji se nalazio u vodstvu. Britanac je izletio s kišom natopljene staze i udario u drvo, nakon čega je njegov Mercedes-Benz planuo. Seaman je zadobio po život opasne opekline od kojih je kasnije preminuo u bolnici. Utrku je osvojio Seamanov momčadski kolega Lang. Ubrzo je počeo Drugi svjetski rat, a Velika Nagrada Belgije nije se vratila do lipnja 1946.

### Formula 1
Od 1946. do 1949. Velika nagrada Belgije se vozila tri puta po pravilima Formule 1, ali tih godina nije bilo organiziranog natjecanja. Svjetsko automobilističko prvenstvo za vozače, danas poznato kao Formula 1, započelo je 13. svibnja 1950. utrkom na Silverstoneu, a Belgija je 18. lipnja bila peta od ukupno sedam utrka te godine. Utrkom su dominirali Juan Manuel Fangio i Nino Farina u Alfa Romeu, a pobjednik je bio Fangio. Utrka se nije održala 1957. zbog nedostatka novca, zahvaljujući ekstremnim cijenama goriva u Belgiji i Nizozemskoj koje je uzrokovala Sueska kriza 1956. Spa-Francorchamps je 1958. dobila nove zgrade i infrastrukturu, novi asfalt i širu startno ciljnu ravninu, Tony Brooks je u Vanwallu pobijedio ispred momčadskog kolege Stirlinga Mossa. Sljedeće 1959. utrka se opet nije održala zbog spora organizatora oko novca.

## Pobjednici

### Pobjednici od 1925. do 1949.
| Godina                                                   | Vozač                                   | Konstruktor  | Staza                        | Prvenstvo                                           |              |
| -------------------------------------------------------- | --------------------------------------- | ------------ | ---------------------------- | --------------------------------------------------- | ------------ |
| 1925.                                                    | Antonio Ascari                          | Alfa Romeo   | Circuit de Spa-Francorchamps | Svjetsko automobilističko prvenstvo za konstruktore |              |
| Od 1926. do 1929. Velika nagrada Belgije se nije vozila. |                                         |              |                              |                                                     |              |
| 1930.                                                    | Louis Chiron                            | Bugatti      | Circuit de Spa-Francorchamps | Svjetsko automobilističko prvenstvo za konstruktore |              |
| 1931.                                                    | William Grover-Williams Caberto Conelli | Bugatti      | Circuit de Spa-Francorchamps | Europsko automobilističko prvenstvo                 |              |
| 1932.                                                    | Nije održana                            | Nije održana | Nije održana                 | Nije održana                                        | Nije održana |
| 1932.                                                    | Tazio Nuvolari                          | Maserati     | Circuit de Spa-Francorchamps | Nije bilo organiziranog prvenstva.                  |              |
| 1933.                                                    | René Dreyfus                            | Bugatti      | Circuit de Spa-Francorchamps | Nije bilo organiziranog prvenstva.                  |              |
| 1935.                                                    | Rudolf Caracciola                       | Mercedes     | Circuit de Spa-Francorchamps | Europsko automobilističko prvenstvo                 |              |
| 1936.                                                    | Nije održana                            | Nije održana | Nije održana                 | Nije održana                                        | Nije održana |
| 1937.                                                    | Rudolf Hasse                            | Auto Union   | Circuit de Spa-Francorchamps | Europsko automobilističko prvenstvo                 |              |
| 1938.                                                    | Nije održana                            | Nije održana | Nije održana                 | Nije održana                                        | Nije održana |
| 1939.                                                    | Hermann Lang                            | Mercedes     | Circuit de Spa-Francorchamps | Europsko automobilističko prvenstvo                 |              |
| Od 1940. do 1945. Velika nagrada Belgije se nije vozila. |                                         |              |                              |                                                     |              |
| 1946.                                                    | Eugène Chaboud                          | Delage       | Bois de la Cambre            | Nije bilo organiziranog prvenstva.                  |              |
| 1947.                                                    | Jean-Pierre Wimille                     | Alfa Romeo   | Circuit de Spa-Francorchamps | Nije bilo organiziranog prvenstva.                  |              |
| 1948.                                                    | Nije održana                            | Nije održana | Nije održana                 | Nije održana                                        | Nije održana |
| 1949.                                                    | Louis Rosier                            | Talbot       | Circuit de Spa-Francorchamps | Nije bilo organiziranog prvenstva.                  |              |

### Pobjednici po godinama
| Godina | Vozač              | Bolid              | Lokacija          |
| ------ | ------------------ | ------------------ | ----------------- |
| 1950.  | Juan Manuel Fangio | Alfa Romeo         | Spa-Francorchamps |
| 1951.  | Giuseppe Farina    | Alfa Romeo         | Spa-Francorchamps |
| 1952.  | Alberto Ascari     | Ferrari            | Spa-Francorchamps |
| 1953.  | Alberto Ascari     | Ferrari            | Spa-Francorchamps |
| 1954.  | Juan Manuel Fangio | Maserati           | Spa-Francorchamps |
| 1955.  | Juan Manuel Fangio | Mercedes           | Spa-Francorchamps |
| 1956.  | Peter Collins      | Ferrari            | Spa-Francorchamps |
| 1957.  | Nije održana       | Nije održana       | Nije održana      |
| 1958.  | Tony Brooks        | Vanwall            | Spa-Francorchamps |
| 1959.  | Nije održana       | Nije održana       | Nije održana      |
| 1960.  | Jack Brabham       | Cooper-Climax      | Spa-Francorchamps |
| 1961.  | Phil Hill          | Ferrari            | Spa-Francorchamps |
| 1962.  | Jim Clark          | Lotus-Climax       | Spa-Francorchamps |
| 1963.  | Jim Clark          | Lotus-Climax       | Spa-Francorchamps |
| 1964.  | Jim Clark          | Lotus-Climax       | Spa-Francorchamps |
| 1965.  | Jim Clark          | Lotus-Climax       | Spa-Francorchamps |
| 1966.  | John Surtees       | Ferrari            | Spa-Francorchamps |
| 1967.  | Dan Gurney         | Eagle-Weslake      | Spa-Francorchamps |
| 1968.  | Bruce McLaren      | McLaren-Ford       | Spa-Francorchamps |
| 1969.  | Nije održana       | Nije održana       | Nije održana      |
| 1970.  | Pedro Rodríguez    | BRM                | Spa-Francorchamps |
| 1971.  | Nije održana       | Nije održana       | Nije održana      |
| 1972.  | Emerson Fittipaldi | Lotus-Ford         | Nivelles-Baulers  |
| 1973.  | Jackie Stewart     | Tyrrell-Ford       | Zolder            |
| 1974.  | Emerson Fittipaldi | McLaren-Ford       | Nivelles-Baulers  |
| 1975.  | Niki Lauda         | Ferrari            | Zolder            |
| 1976.  | Niki Lauda         | Ferrari            | Zolder            |
| 1977.  | Gunnar Nilsson     | Lotus-Ford         | Zolder            |
| 1978.  | Mario Andretti     | Lotus-Ford         | Zolder            |
| 1979.  | Jody Scheckter     | Ferrari            | Zolder            |
| 1980.  | Didier Pironi      | Ligier-Ford        | Zolder            |
| 1981.  | Carlos Reutemann   | Williams-Ford      | Zolder            |
| 1982.  | John Watson        | McLaren-Ford       | Zolder            |
| 1983.  | Alain Prost        | Renault            | Spa-Francorchamps |
| 1984.  | Michele Alboreto   | Ferrari            | Zolder            |
| 1985.  | Ayrton Senna       | Lotus-Renault      | Spa-Francorchamps |
| 1986.  | Nigel Mansell      | Williams-Honda     | Spa-Francorchamps |
| 1987.  | Alain Prost        | McLaren-TAG        | Spa-Francorchamps |
| 1988.  | Ayrton Senna       | McLaren-Honda      | Spa-Francorchamps |
| 1989.  | Ayrton Senna       | McLaren-Honda      | Spa-Francorchamps |
| 1990.  | Ayrton Senna       | McLaren-Honda      | Spa-Francorchamps |
| 1991.  | Ayrton Senna       | McLaren-Honda      | Spa-Francorchamps |
| 1992.  | Michael Schumacher | Benetton-Ford      | Spa-Francorchamps |
| 1993.  | Damon Hill         | Williams-Renault   | Spa-Francorchamps |
| 1994.  | Damon Hill         | Williams-Renault   | Spa-Francorchamps |
| 1995.  | Michael Schumacher | Benetton-Renault   | Spa-Francorchamps |
| 1996.  | Michael Schumacher | Ferrari            | Spa-Francorchamps |
| 1997.  | Michael Schumacher | Ferrari            | Spa-Francorchamps |
| 1998.  | Damon Hill         | Jordan-Mugen Honda | Spa-Francorchamps |
| 1999.  | David Coulthard    | McLaren-Mercedes   | Spa-Francorchamps |
| 2000.  | Mika Häkkinen      | McLaren-Mercedes   | Spa-Francorchamps |
| 2001.  | Michael Schumacher | Ferrari            | Spa-Francorchamps |
| 2002.  | Michael Schumacher | Ferrari            | Spa-Francorchamps |
| 2003.  | Nije održana       | Nije održana       | Nije održana      |
| 2004.  | Kimi Räikkönen     | McLaren-Mercedes   | Spa-Francorchamps |
| 2005.  | Kimi Räikkönen     | McLaren-Mercedes   | Spa-Francorchamps |
| 2006.  | Nije održana       | Nije održana       | Nije održana      |
| 2007.  | Kimi Räikkönen     | Ferrari            | Spa-Francorchamps |
| 2008.  | Felipe Massa       | Ferrari            | Spa-Francorchamps |
| 2009.  | Kimi Räikkönen     | Ferrari            | Spa-Francorchamps |
| 2010.  | Lewis Hamilton     | McLaren-Mercedes   | Spa-Francorchamps |
| 2011.  | Sebastian Vettel   | Red Bull-Renault   | Spa-Francorchamps |
| 2012.  | Jenson Button      | McLaren-Mercedes   | Spa-Francorchamps |
| 2013.  | Sebastian Vettel   | Red Bull-Renault   | Spa-Francorchamps |
| 2014.  | Daniel Ricciardo   | Red Bull-Renault   | Spa-Francorchamps |
| 2015.  | Lewis Hamilton     | Mercedes           | Spa-Francorchamps |
| 2016.  | Nico Rosberg       | Mercedes           | Spa-Francorchamps |
| 2017.  | Lewis Hamilton     | Mercedes           | Spa-Francorchamps |
| 2018.  | Sebastian Vettel   | Ferrari            | Spa-Francorchamps |
| 2019.  | Charles Leclerc    | Ferrari            | Spa-Francorchamps |
| 2020.  | Lewis Hamilton     | Mercedes           | Spa-Francorchamps |
| 2021.  | Max Verstappen     | Red Bull-Honda     | Spa-Francorchamps |
| 2022.  | Max Verstappen     | Red Bull-Honda     | Spa-Francorchamps |
| 2023.  | Max Verstappen     | Red Bull-Honda     | Spa-Francorchamps |

### Višestruki pobjednici (vozači)
| Pobjede | Vozač              | Pobjednička godina                       |
| ------- | ------------------ | ---------------------------------------- |
| 6       | Michael Schumacher | 1992., 1995., 1996., 1997., 2001., 2002. |
| 5       | Ayrton Senna       | 1985., 1988., 1989., 1990., 1991.        |
| 4       | Jim Clark          | 1962., 1963., 1964., 1965.               |
| 4       | Kimi Räikkönen     | 2004., 2005., 2007., 2009.               |
| 4       | Lewis Hamilton     | 2010., 2015., 2017., 2020.               |
| 3       | Juan Manuel Fangio | 1950., 1954., 1955.                      |
| 3       | Damon Hill         | 1993., 1994., 1998.                      |
| 3       | Sebastian Vettel   | 2011., 2013., 2018.                      |
| 3       | Max Verstappen     | 2021., 2022., 2023.                      |
| 2       | Alberto Ascari     | 1952., 1953.                             |
| 2       | Emerson Fittipaldi | 1972., 1974.                             |
| 2       | Niki Lauda         | 1975., 1976.                             |
| 2       | Alain Prost        | 1983., 1987.                             |

### Višestruki pobjednici (konstruktori)
| Pobjede | Konstruktor | Pobjednička godina |
| ------- | ----------- | --- |
| 18      | Ferrari     | 1952., 1953., 1956., 1961., 1966., 1975., 1976., 1979., 1984., 1996., 1997., 2001., 2002., 2007., 2008., 2009., 2018., 2019. |
| 14      | McLaren     | 1968., 1974., 1982., 1987., 1988., 1989., 1990., 1991., 1999., 2000., 2004., 2005., 2010., 2012.                             |
| 8       | Lotus       | 1962., 1963., 1964., 1965., 1972., 1977., 1978., 1985.                                                                       |
| 6       | Red Bull    | 2011., 2013., 2014., 2021., 2022., 2023.                                                                                     |
| 5       | Mercedes    | 1955., 2015., 2016., 2017., 2020.                                                                                            |
| 4       | Williams    | 1981., 1986., 1993., 1994.                                                                                                   |
| 2       | Alfa Romeo  | 1950., 1951. |
| 2       | Benetton    | 1992., 1995. |

## Vanjske poveznice
- Belgium Grand Prix - Stats F1